# Mehmet Al
Mehmet Al (* 11. Juli 1983 in Izmir) ist ein türkischer Fußballspieler, der für Aydınspor 1923 spielt.

## Karriere

### Vereinskarriere
Al begann mit dem Vereinsfußball in der Jugendabteilung von 7 Eylül İdman Yurdu. Von hier aus wechselte er im Sommer 1998 in die Jugend von Bursaspor. Ab der Saison 2000/01 ermöglichte man ihm neben seiner Tätigkeit bei der Reservemannschaft, auch mit den Profis mit zu trainieren. Mit der Zeit wurde er auch in einige Ligaspielen der Profis in Spielkader genommen und saß auf der Ersatzbank. Sein Debüt gab er dann am 16. September 2000 gegen Denizlispor. Bis zum Saisonende kam er auf vier Ligaspiele. Zur neuen Saison erhielt er einen Profivertrag, spielte aber eine Spielzeit ausschließlich für die Reservemannschaft. 2002/03 wollte man ihm Spielpraxis in einer Profiliga ermöglichen und verlieh ihn an den Drittligisten Bursa Merinosspor. Hier spielte er eine Spielzeit durchgängig. Zur Saison 2003/04 kehrte er zu Bursaspor zurück und spielte fortan regelmäßig für die Profis. Nachdem seinem Verein zum Saisonende der Klassenerhalt misslang, ging Al mit seiner Mannschaft in die TFF 1. Lig und stieg mit dieser nach zwei Spielzeiten als Meister der TFF 1. Lig wieder in die Süper Lig auf.
Al trennte sich nach diesem Erfolg vom Klub und wechselte zum Zweitligisten Eskişehirspor. Nach einer Spielzeit bei seinem neuen Verein spielte er drei Saisons bei diversen Zweitligisten.
Zur Saison 2010/11 wechselte er zu Çaykur Rizespor. In seiner neuen Mannschaft gelang ihm auf Anhieb der Sprung in die Stammformation. Mit seinen zehn Treffern in 30 Spielen hatte er maßgeblichen Anteil daran, dass sein Verein bis zum letzten Spiel um Aufstieg den Süper Lig kämpfte. Hier hatte man das Nachsehen gegen Orduspor. Am Ende der Saison 2012/13 erreichte man über die Vizemeisterschaft der TFF 1. Lig den Aufstieg.
Da nach dem Aufstieg mit Rizespor sein zum Sommer 2013 auslaufender Vertrag nicht verlängert wurde, wechselte Al zum neuen Zweitligisten Balıkesirspor. Auch mit diesem Verein holte Al zum Saisonende die Meisterschaft und stieg in die Süper Lig auf.
Im Sommer 2014 wechselte er zum Drittligisten Aydınspor 1923.

### Nationalmannschaft
Al fing früh an für die türkischen Jugendnationalmannschaften zu spielen. Er durchlief ab der U-15 alle Jugendmannschaften.

## Erfolge
Mit Çaykur Rizespor
- Vizemeister der TFF 1. Lig und Aufstieg in die Süper Lig: 2012/13

Mit Balıkesirspor
- Vizemeister der TFF 1. Lig und Aufstieg in die Süper Lig: 2013/14